# مرکادولیبره
مرکادولیبره (انگلیسی: MercadoLibre) شرکت تجارت الکترونیک آرژانتینی است، که در سال ۲۰۰۱ تأسیس شد.